# Megachile modesta
Megachile modesta är en biart som beskrevs av Smith 1862. Megachile modesta ingår i släktet tapetserarbin, och familjen buksamlarbin. Inga underarter finns listade i Catalogue of Life.